# Маньяк-Лавалет-Виллар
Манья́к-Лавале́т-Вилла́р (фр. Magnac-Lavalette-Villars) — коммуна во Франции, находится в регионе Пуату — Шаранта. Департамент — Шаранта. Входит в состав кантона Вильбуа-Лавалет. Округ коммуны — Ангулем.
Код INSEE коммуны — 16198.
Коммуна расположена приблизительно в 410 км к юго-западу от Парижа, в 125 км южнее Пуатье, в 18 км к юго-востоку от Ангулема.

## Население
Население коммуны на 2008 год составляло 427 человек.
| 1962 | 1968 | 1975 | 1982 | 1990 | 1999 | 2008 |
| ---- | ---- | ---- | ---- | ---- | ---- | ---- |
| 328  | 291  | 319  | 317  | 365  | 366  | 427  |

## Экономика
В 2007 году среди 241 человека в трудоспособном возрасте (15—64 лет) 195 были экономически активными, 46 — неактивными (показатель активности — 80,9 %, в 1999 году было 67,6 %). Из 195 активных работали 181 человек (96 мужчин и 85 женщин), безработных было 14 (5 мужчин и 9 женщин). Среди 46 неактивных 13 человек были учениками или студентами, 17 — пенсионерами, 16 были неактивными по другим причинам.

## Достопримечательности
- Церковь Сент-Этьен (XII век). Памятник истории с 1926 года[3]
- Замок Мерсери[фр.] (XIX—XX века)

## Фотогалерея

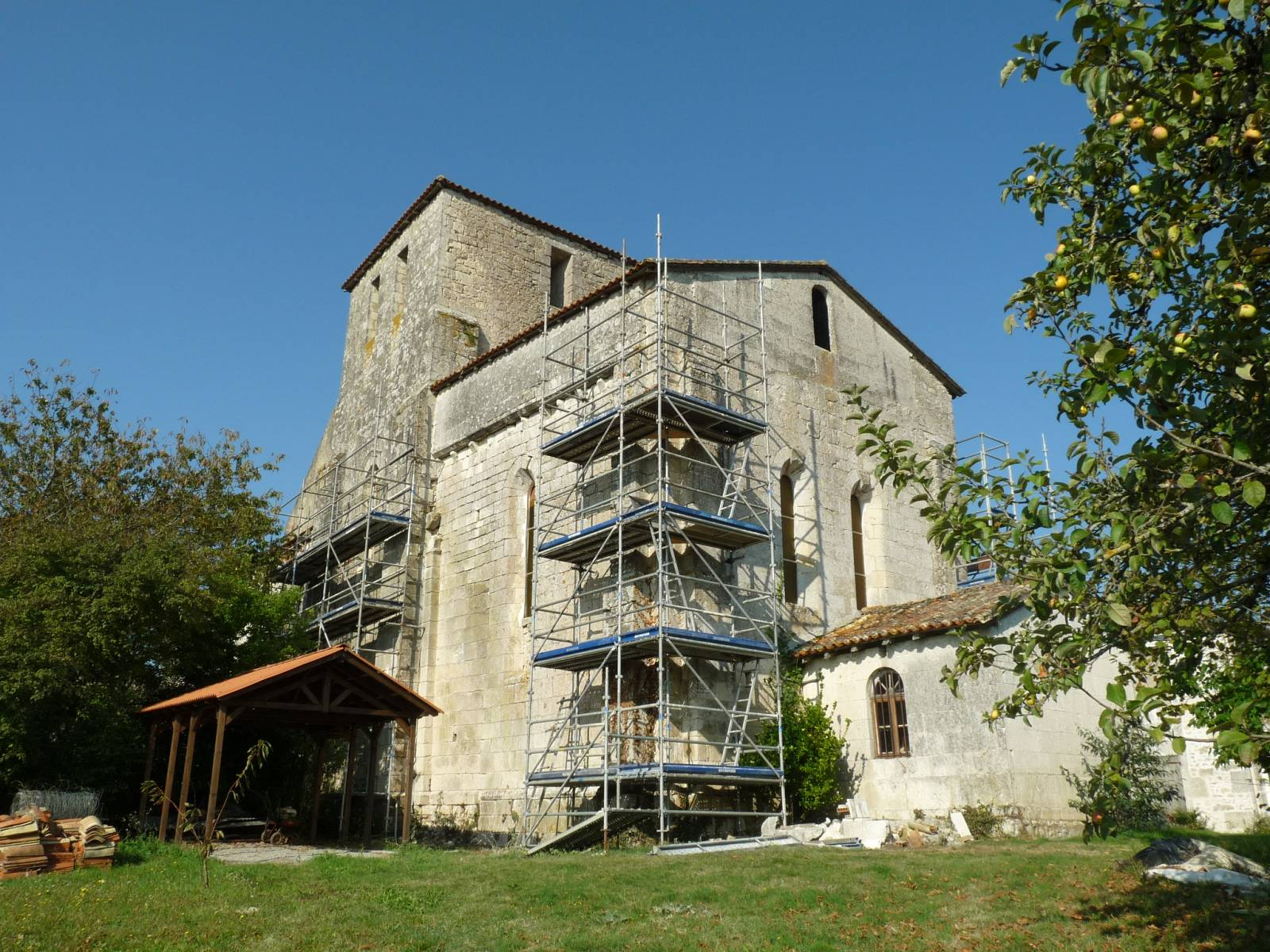
Церковь Сент-Этьен
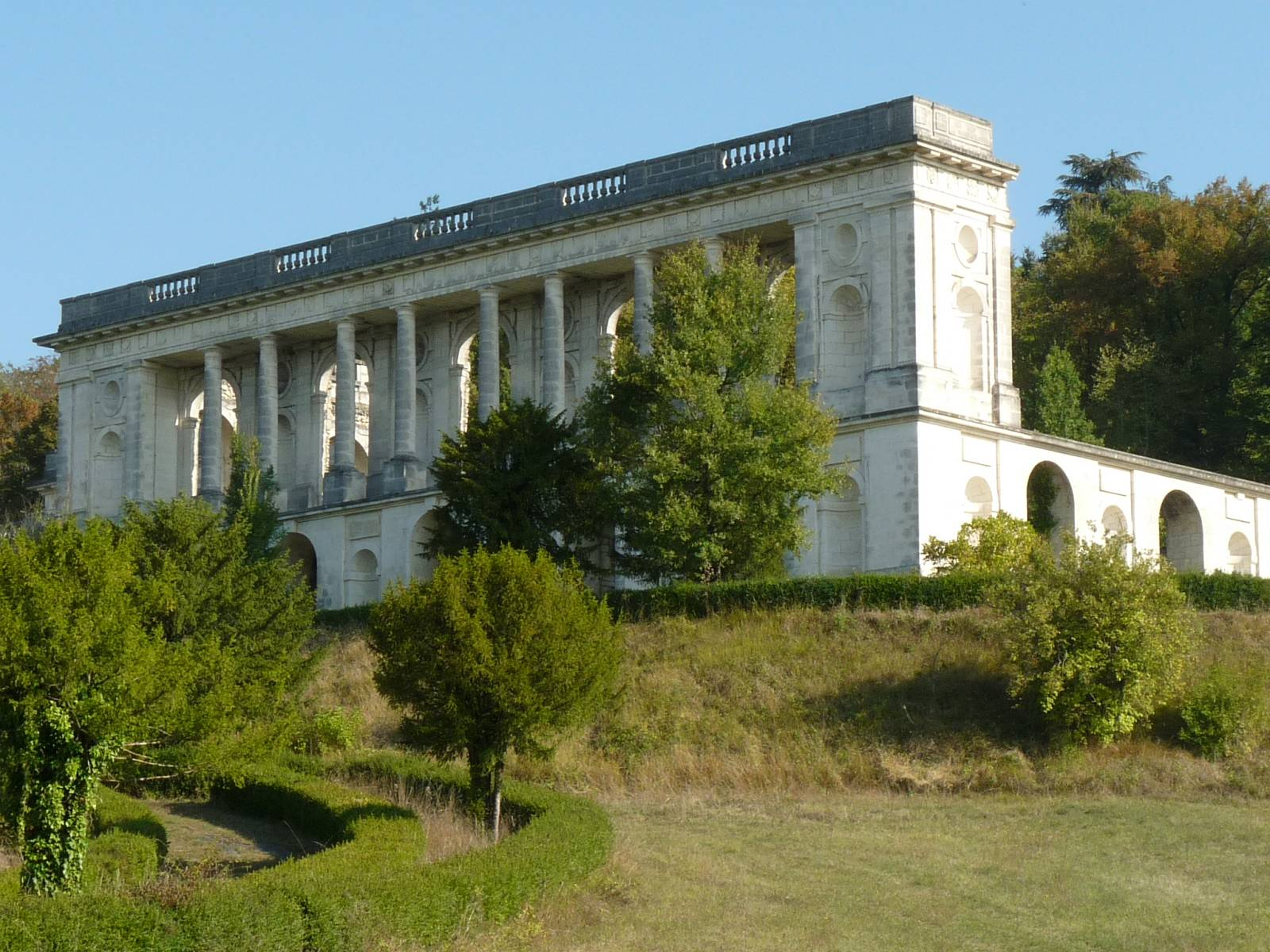
Замок Мерсери
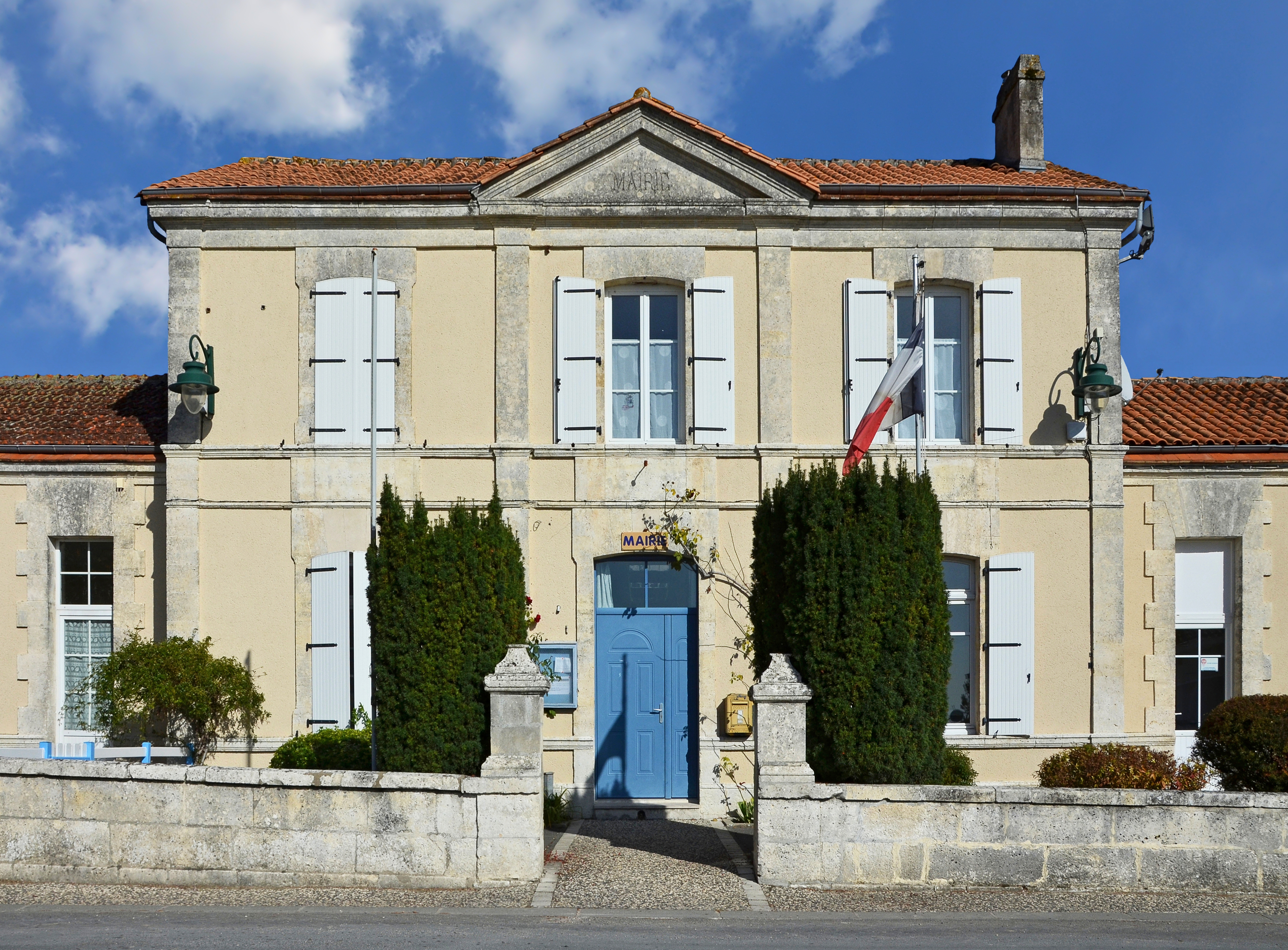
Мэрия
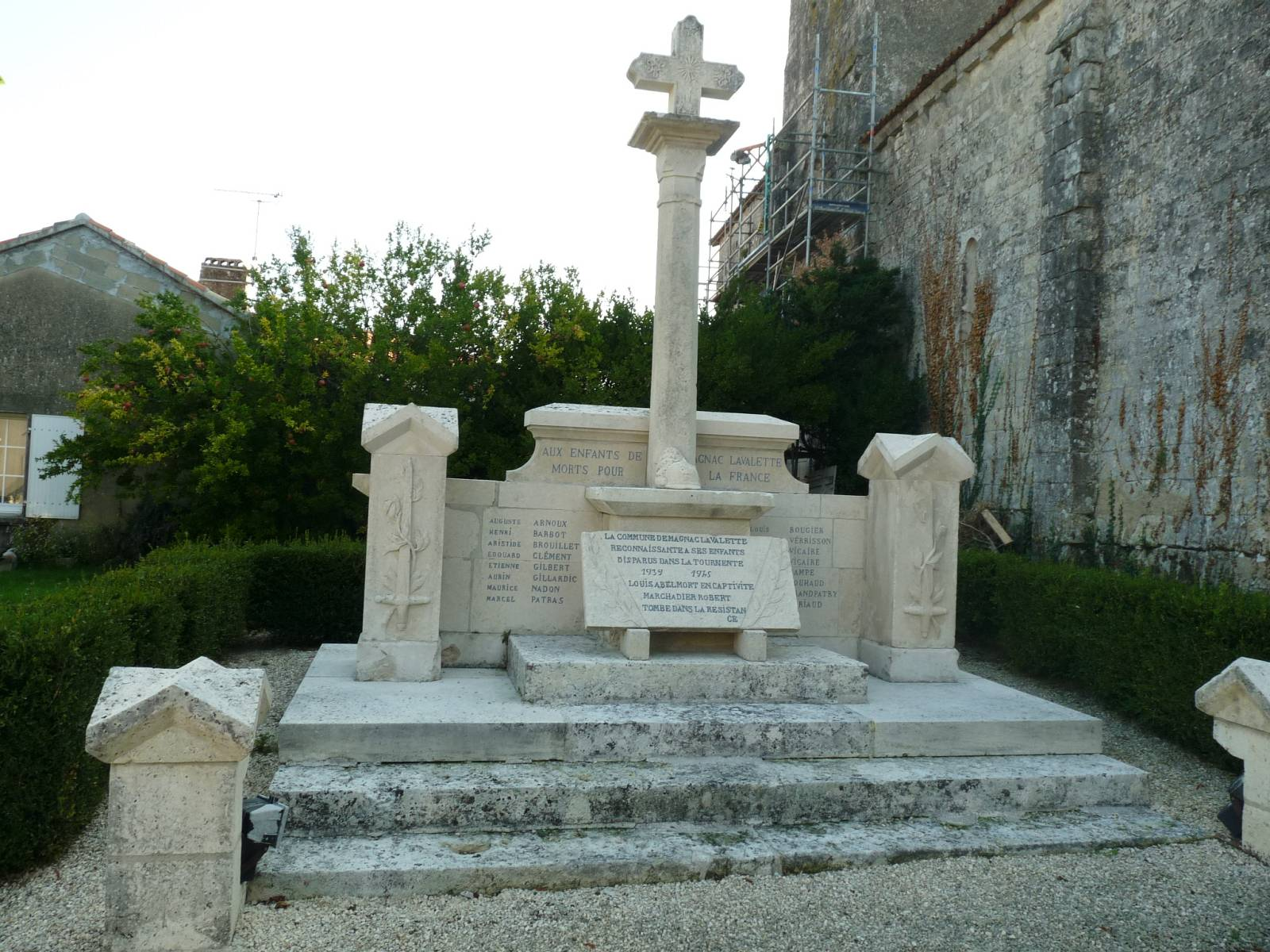
Военный мемориал